# Fjell (Nordland)
Fjell est une localité du comté de Nordland, en Norvège.

## Géographie
Administrativement, Fjell fait partie de la kommune de Bodø.